# Teväxter
Teväxter (Theaceae) är växtfamilj av trikolpater med ungefär 195 arter i nio släkten. Teväxterna är buskar och träd med sågtandade, vanligen glänsande blad. De är hemmahörande i tropiska och subtropiska områden i östra Asien samt Syd- och Centralamerika. Släktet Franklinia är endemiskt i sydöstra USA.
Det mest välkända släktet är kamelior; där ingår arten te (Camellia sinensis) men även flera prydnadsväxter såsom kamelia (Camellia japonica).

## Klassificering
I äldre klassificeringssystem var teväxtfamiljen större och omfattade omkring 650 arter i 26 släkten, men i nyare fylogenetiska system ingår endast nio släkten.
- Wikimedia Commons har media som rör Teväxter.